# 普香蒲
普香蒲（学名：Typha przewalskii）是香蒲科香蒲属的植物，是中国的特有植物。分布在中国大陆的吉林、辽宁、黑龙江等地，多生长在河沟浅水处，目前尚未由人工引种栽培。